# ペペ・メル
ペペ・メル (Pepe Mel) こと、ホセ・メル・ペレス（José Mel Pérez, 1963年2月28日 - ）は、スペインのサッカー指導者。

## 経歴
現役時代はフォワードであり、レアル・マドリードのユースでプレーした。CDカステリョン、レアル・ベティスなどでプレーし、1998年に35歳で引退した。
1999年よりマドリードのCDコスラダ監督に就任。レアル・ムルシア、CDテネリフェなどセグンダ・ディビシオンのチームを多数率いた。ラーヨ・バジェカーノではチームのセグンダ昇格に尽力するも、成績不振で2010年2月15日に解任された。2010-11シーズンより、レアル・ベティス監督に就任し、チームをセグンダ優勝、プリメーラ復帰に導いた。攻守両面でハードワークを要求し、ベニャ・エチェバリアなど若手選手も抜擢する。2013年12月2日、成績不振により解任。
2014年1月9日、プレミアリーグのウェスト・ブロムウィッチ・アルビオンFCの監督に就任、自身初の国外での指揮になった。何とか1部残留は果たしたものの、17試合で3勝6分け8敗という結果に終わり、シーズン終了後に退任となった。
12月20日、ベティスの監督に復帰した。
2017年2月28日、デポルティーボ・ラ・コルーニャの監督に就任した。10月24日に成績不振により退任した。
2019年3月4日、UDラス・パルマスの監督に就任した。
2022年9月21日、マラガCFの監督に就任した。

## タイトル

### 選手時代
CDカステリョン
- セグンダ・ディビシオン：1回（1988-89）

個人
- ピチーチ賞（セグンダ・ディビシオン）：1回（1989-90）

### 指導者時代
ラーヨ・バジェカーノ
- セグンダ・ディビシオンB：1回（2007-08）

レアル・ベティス
- セグンダ・ディビシオン：2回（2010-11、2014-15）

個人
- セグンダ・ディビシオン月間最優秀監督：1回（2015年4月）